# Pardosa atronigra
Pardosa atronigra là một loài nhện trong họ Lycosidae.
Loài này thuộc chi Pardosa. Pardosa atronigra được Da-xiang Song miêu tả năm 1995.